# Årby
Årby er en landsby på Nordvestsjælland med 422 indbyggere  (2024). Årby er beliggende i Årby Sogn en kilometer vest for Rørby og 6 kilometer syd for Kalundborg. Landsbyen tilhører Kalundborg Kommune og er beliggende i Region Sjælland.
Årby Kirke ligger i landsbyen.